# Mimudea muscosalis
Mimudea muscosalis là một loài bướm đêm trong họ Crambidae.